# José María Carbonell

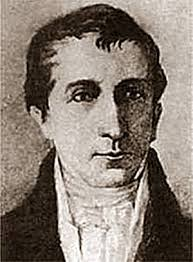
Retrato de José María Carbonell, aproximadamente de 30 años.

José María Carbonell (Santafé de Bogotá, 3 de febrero de 1778-Santafé de Bogotá, 19 de junio de 1816) fue un prócer, político y patriota colombiano. 

## Primeros años y Expedición Botánica
Era hijo del español José Carbonell y la criolla María Josefa Martínez Valderrama. Tuvo 6 hermanos: Rufina, Pedro, Rosalía, Manuela, María Josefa, José María y José luis. En 1782 quedó huérfano de padre y su familia entró en academia económica. Recibió sus primeras enseñanzas en el Colegio Mayor de San Bartolomé desde el 21 de octubre de 1786 pero en 1794 a causa de las dificultades económicas se retira, y después trabajó con la Expedición Botánica. Influenciado por la Ilustración y el racionalismo cuando las ideas de la modernidad entraron al Nuevo Reino de Granada, precisamente por el camino de la Expedición Botánica, fue nombrado amanuense de la Expedición, bajo las órdenes de Sinforoso Mutis. Era un escribiente u oficial de pluma, y le correspondía copiar lo que se necesitara en las investigaciones de los miembros de la Expedición Botánica, en especial del sobrino de Mutis. Una de las obras que escribió como amanuense fue la Historia de los árboles de la quina, obra póstuma del sabio José Celestino Mutis.

## Matrimonio
El 24 de febrero de 1800 se casó con doña Petrona López Duro y Álvarez del Casal en la iglesia de Santa Bárbara, Santafé de Bogotá, unión de la cual no hubo descendencia y en la que tuvieron lugar muchas peleas entre los cónyuges, hasta que firmaron el divorcio en 1804, por lo cual el virrey Antonio Amar y Borbón lo persiguió durante los siguientes años. Para el año de 1857, en la sesión de la Cámara de representantes del día 31 de marzo, se aprueba la pensión a la viuda.

## Planes Revolucionarios
Tomó cariño del pueblo por defender los derechos del procurador general Ignacio de Herrera y Vergara por los atropellos cometidos contra el pueblo por el fiscal Ramón de Infiesta donde es acuñado como el pionero de los golpes.
El ambiente de libertad y de independencia que se vivía en la Expedición Botánica resultó esencial en el pensamiento y la acción del criollo José María Carbonell. Él pensaba que lo más importante en el proceso revolucionario era la acción del pueblo, de las clases humildes; ello señala que, según Carbonell, el pueblo era la base única de toda empresa fecunda.

## 20 de julio
El 20 de julio de 1810 fue Carbonell quien movió las masas santafereñas en las horas de la tarde y de la noche. Según los cronistas de esta fecha, los próceres Francisco José de Caldas y José Joaquín Camacho desde el Diario Político, Carbonell realizó una inmensa actividad con los sectores populares junto a los chisperos conformados por Manuel Ponton, Eduardo García e Ignacio de Herrera y Vergara: corría de taller en taller, de casa en casa, sacaba gentes y aumentaba la masa. Carbonell atacó la casa de Infiesta; él lo prendió y, a la vez, fue su ángel tutelar para salvarle la vida. Carbonell ponía fuego por su lado al edificio de la tiranía, y nacido con una constitución sensible y enérgica, rayaba en el entusiasmo y se embriagaba con la libertad que renacía entre las manos, decía el Diario Político y lo apodaban el chispero de la revolución además de ponerle grillos al virrey Antonio Amar y Borbón, a la virreyna Francisca Villanova, al oidor Juan de Hernández y Alba y a los fiscales Ramón de Infiesta y Diego Frías.

## Los Chisperos
Fue un grupo de caudillos de Santa fe de Bogotá de los primeros años del siglo XIX dirigidos por José María Carbonell siendo conformados por Ignacio de Herrera y Vergara, Antonio Ricaurte, Eduardo Pontón y Manuel García,su propósito era el de dirigir y manejar la junta popular de San Victorino en Santa fe de Bogotá y el de instaurar un gobierno centralista.

## Patria Boba
En la primera República granadina, Carbonell fue apasionado centralista, siguiendo la tendencia partidista del precursor Antonio Nariño. Se recuerda la escena cuando Carbonell pisoteó públicamente el periódico La Gaceta, órgano de los federalistas, lo cual dio origen a la denominación de "carracos" y "pateadores".
Tras la confirmación de la junta popular de San Victorino y su desconocimiento de la junta suprema de Santa fe de Bogotá fue enviado a la cárcel por la junta suprema de Gobierno de Santafé en agosto de 1810 el día 13 junto a los chisperos Eduardo Pontón y Manuel García, siendo el argumento su presunta participación en el levantamiento popular, que podía desestabilizar la recién creada estructura por parte de los criollos pudientes, sin contar con la participación de las masas. Por presión de las mismas, la junta decidió devolverle su libertad en diciembre del mismo año.
El 18 de enero de 1811 es detenido nuevamente por un mes y el 30 de abril recibió el cargo de Oficial Mayor de las Reales Cajas de Cundinamarca y Capitán de Milicias de Infantería agregado.
Durante la Primera República, Carbonell ocupó diversos cargos: capitán de milicias de infantería, oficial mayor de cajas, contador y tesorero de Hacienda de Cundinamarca. Siempre abogó por la libertad y la independencia; abogó también por una administración más pura, más amplia, liberal, más acorde con las nuevas y necesidades del recientemente conformado Estado nacional además de ser el primer ministro de hacienda de Colombia.
Durante la campaña del sur de Antonio Nariño fue arrestado por el tío de este Manuel Bernardo Álvarez del Casal en marzo de 1814 hasta el 12 de marzo de 1814 donde fue liberado por Simón Bolívar durante su toma a la ciudad de Bogotá donde es nombrado ministro de hacienda de Colombia y protector de los naturales por su labor en favor de los indígenas de Chocontá.

## Muerte
En los años de la reconquista española en el Nuevo Reino de Granada, cuando se instauró el terror y la persecución a los criollos revolucionarios, cayó el chispero de la revolución del 20 de julio de 1810. La reseña que el pacificador Pablo Morillo hizo sobre la participación de Carbonell en la Independencia dice: José María Carbonell. Fue el primer presidente de la Junta tumultuaria que se formó en esta capital, quien puso los grillos al excelentísimo señor virrey Amar, y lo condujo a la cárcel; el principal autor y cabeza del motín, el que sedujo a las revendedoras y a la plebe para insultar a la excelentísima señora virreyna, cuando la pasaban presa de la Enseñanza a la Casa del Divorcio; ministro principal de Tesoro Público; acérrimo perseguidor de los españoles americanos y europeos que defendían al rey, y uno de los hombres más perversos y crueles que se han señalado entre los traidores>,. El 19 de junio de 1816 Carbonell fue ahorcado y posteriormente por órdenes del pacificador Pablo Morrillo es prendido en fuego por un tiro de mosquete siendo el único prócer de la independencia de Colombia en morir de esta manera en la Huerta de Jaime, hoy plaza de Los Mártires, en Bogotá junto a los patriotas Jose Ramon de Leyva, Ignacio Vargas y José de la Cruz Contreras, quienes fueron fusilados, y fue enterrado en la iglesia de Veracruz en la misma ciudad y sus últimas palabras son unas de las más desafiantes y revolucionarias de la independencia:
"No piensen que este día es el más infeliz sino el más dichoso de toda mi vida".
Antes de morir hizo al pie del suplicio una plática que enterneció a los patriotas; le dijo al verdugo: "Yo te perdono de corazón, que tú no tienes la culpa".